# VM i håndbold 1964 (mænd)
Verdensmesterskabet i håndbold for mænd 1964 var det femte (indendørs) VM i håndbold. Slutrunden blev afholdt i Tjekkoslovakiet i perioden 6. – 15. marts 1964. DDR, Sovjetunionen, Egypten og USA debuterede ved slutrunden.
De 16 deltagende nationer spillede først en indledende runde i fire grupper med fire hold, hvorfra de to bedste i hver gruppe gik videre til hovedrunden, der bestod af to grupper med fire hold. De to gruppevindere gik videre til VM-finalen, mens de to toere gik videre til bronzekampen. De to gruppetreere spillede om 5.pladsen, mens firerne spillede om 7.pladsen.
Rumænien blev verdensmester for anden gang i træk ved at slå Sverige i finalen. Bronzen gik til værtslandet Tjekkoslovakiet, der besejrede Vesttyskland i bronzekampen. 

## Resultater

### Indledende runde

#### Gruppe A
Kampene i gruppe A blev spillet i Gottwaldov.
| Dato | Tid   | Kamp                       | Res.  | Pause |
| ---- | ----- | -------------------------- | ----- | ----- |
| 6.3. | 17:00 | Vesttyskland – Jugoslavien | 14–14 | 8-8   |
| 6.3. | 19:30 | DDR – USA                  | 20–90 | 9-4   |
| 7.3. | 17:15 | Jugoslavien – USA          | 22–30 | 13-20 |
| 7.3. | 19:30 | Vesttyskland – DDR         | 12–10 | 7-5   |
| 9.3. | 17:15 | Jugoslavien – DDR          | 14–14 | 07-10 |
| 9.3. | 19:30 | Vesttyskland – USA         | 24–13 | 9-7   |

| Hold         | Kampe | Mål   | Point |
| ------------ | ----- | ----- | ----- |
| Vesttyskland | 3     | 50-37 | 5     |
| Jugoslavien  | 3     | 50-31 | 4     |
| DDR          | 3     | 44-35 | 3     |
| USA          | 3     | 25-66 | 0     |

#### Gruppe B
Kampene i gruppe B blev spillet i Bratislava.
| Dato | Tid   | Kamp              | Res.  | Pause |
| ---- | ----- | ----------------- | ----- | ----- |
| 6.3. | 17:00 | Sverige – Ungarn  | 15–80 | 8-4   |
| 6.3. | 19:30 | Island – Egypten  | 16–80 | 8-5   |
| 7.3. | 17:15 | Ungarn – Egypten  | 16–90 | 9-3   |
| 7.3. | 19:00 | Island – Sverige  | 12–10 | 7-5   |
| 9.3. | 17:15 | Ungarn – Island   | 21–12 | 9-7   |
| 9.3. | 19:30 | Sverige – Egypten | 26–11 | 14-30 |

| Hold    | Kampe | Mål   | Point |
| ------- | ----- | ----- | ----- |
| Sverige | 3     | 51-31 | 4     |
| Ungarn  | 3     | 45-36 | 4     |
| Island  | 3     | 40-39 | 4     |
| Egypten | 3     | 28-58 | 0     |

#### Gruppe C
Kampene i gruppe C blev spillet i Prag.
| Dato | Tid   | Kamp                       | Res.  | Pause |
| ---- | ----- | -------------------------- | ----- | ----- |
| 6.3. | 17:00 | Tjekkoslovakiet – Frankrig | 23–14 | 12-70 |
| 6.3. | 19:30 | Danmark – Schweiz          | 16–13 | 8-5   |
| 7.3. | 17:15 | Schweiz – Frankrig         | 15–14 | 9-6   |
| 7.3. | 19:30 | Tjekkoslovakiet – Danmark  | 14–11 | 7-7   |
| 9.3. | 17:15 | Danmark – Frankrig         | 26–13 | 13-50 |
| 9.3. | 19:30 | Tjekkoslovakiet – Schweiz  | 26–10 | 15-30 |

| Hold            | Kampe | Mål   | Point |
| --------------- | ----- | ----- | ----- |
| Tjekkoslovakiet | 3     | 63-35 | 6     |
| Danmark         | 3     | 53-40 | 4     |
| Schweiz         | 3     | 38-56 | 2     |
| Frankrig        | 3     | 41-64 | 0     |

#### Gruppe D
Kampene i gruppe D blev spillet i Pardubice.
| Dato | Tid   | Kamp                     | Res.  | Pause |
| ---- | ----- | ------------------------ | ----- | ----- |
| 6.3. | 17:00 | Rumænien – Sovjetunionen | 16–14 | 7-8   |
| 6.3. | 19:30 | Japan – Norge            | 18–14 | 9-4   |
| 7.3. | 17:15 | Sovjetunionen – Japan    | 40–10 | 23-60 |
| 7.3. | 19:30 | Rumænien – Norge         | 18-10 | 11-70 |
| 9.3. | 17:15 | Norge – Sovjetunionen    | 13–11 | 6-7   |
| 9.3. | 19:30 | Rumænien – Japan         | 36–12 | 16-70 |

| Hold          | Kampe | Mål   | Point |
| ------------- | ----- | ----- | ----- |
| Rumænien      | 3     | 70-36 | 6     |
| Sovjetunionen | 3     | 65-39 | 2     |
| Norge         | 3     | 37-47 | 2     |
| Japan         | 3     | 40-90 | 2     |

### Hovedrunde
Hovedrunden havde deltagelse af de otte hold, der sluttede på første- og andenpladserne i grupperne i den indledende runde. Holdene blev inddelt i to nye gruppe med fire hold, idet holdene fra gruppe A og B samledes i gruppe 1, og holdene fra gruppe C og D blev samlet i gruppe 2. Resultaterne af indbyrdes opgør mellem hold fra samme gruppe i den indledende runde blev overført til hovedrunden. Både gruppe 1 og gruppe 2 blev spillet i Prag.
De to gruppevindere i hovedrunden gik videre til VM-finalen, mens de to toere kvalificerede sig til bronzekampen. De to treere spillede om femtepladsen, mens de to firere måtte tage til takke med at spille placeringskamp om syvendepladsen.

#### Gruppe 1
| Dato  | Tid   | Kamp                   | Res.  | Pause |
| ----- | ----- | ---------------------- | ----- | ----- |
| 11.3. | 15:30 | Ungarn – Vesttyskland  | 19–15 | 9-8   |
| 11.3. | 19:15 | Sverige – Jugoslavien  | 23–18 | 10-11 |
| 13.3. | 15:30 | Jugoslavien – Ungarn   | 16–15 | 9-7   |
| 13.3. | 19:15 | Vesttyskland – Sverige | 16–80 | 8-5   |

| Hold         | Kampe | Mål   | Point |
| ------------ | ----- | ----- | ----- |
| Sverige      | 3     | 46-42 | 4     |
| Vesttyskland | 3     | 45-41 | 3     |
| Jugoslavien  | 3     | 48-52 | 3     |
| Ungarn       | 3     | 42-46 | 2     |

#### Gruppe 2
| Dato  | Tid   | Kamp                            | Res.  | Pause |
| ----- | ----- | ------------------------------- | ----- | ----- |
| 11.3. | 17:00 | Tjekkoslovakiet – Sovjetunionen | 18–15 | 9-8   |
| 11.3. | 20:30 | Rumænien – Danmark              | 25–15 | 10-70 |
| 13.3. | 17:00 | Sovjetunionen – Danmark         | 17–14 | 10-10 |
| 13.3. | 20:30 | Rumænien – Tjekkoslovakiet      | 16–15 | 9-7   |

| Hold            | Kampe | Mål   | Point |
| --------------- | ----- | ----- | ----- |
| Rumænien        | 3     | 57-44 | 6     |
| Tjekkoslovakiet | 3     | 47-42 | 4     |
| Sovjetunionen   | 3     | 46-48 | 2     |
| Danmark         | 3     | 40-56 | 0     |

### Placerings- og finalekampe
Placerings- og finalekampene blev spillet i Prag.
| Dato               | Tid   | Kamp                           | Res.  | Pause |
| Kamp om 7.-pladsen |       |                                |       |       |
| 14.3.              | 18:00 | Danmark – Ungarn               | 23–14 | 8-6   |
| Kamp om 5.-pladsen |       |                                |       |       |
| 15.3.              | 16:00 | Sovjetunionen – Jugoslavien    | 27–18 | 13-90 |
| Bronzekamp         |       |                                |       |       |
| 14.3.              | 19:30 | Tjekkoslovakiet – Vesttyskland | 22–15 | 8-7   |
| Finale             |       |                                |       |       |
| 15.3.              | 17:30 | Rumænien – Sverige             | 25–22 | 14-13 |

### Medaljevindere
| Guld | Sølv | Bronze |
| --- | --- | --- |
| Rumænien | Sverige | Tjekkoslovakiet |
| Ioan Bogolea Mihai Redl Virgil Tale Aurel Bulgaru Mircea Costache I Mircea Costache II Gheorghe Gruia Virgil Hnat Petre Ivănescu Josef Jakob Hans Moser Cezar Nica Olimpiu Nodea Cornel Oțelea Ioan Popescu | Rolf Almqvist Per-Ove Arkevall Lennart Augustsson Gösta Carlsson Hans Collin Björn Danell Leif Gustafsson Kjell Jarlenius Bengt Johansson Kjell Jönsson Gunnar Kämpendahl Lennart Kärrström Donald Lindblom Bengt Nedvall Stig-Lennart Olsson Lennart Ring | František Arnošt Ladislav Beneš František Brůna Zdeněk Černý Jiří Djakov Václav Duda Antonín Frolo Rudolf Havlík František Herman Vojtěch Mareš Zdeněk Rada Jaroslav Rážek Vladimír Seruga Josef Trojan Jiří Vícha Jan Vitoslavský |

### Samlet rangering
| VM 1964 | VM 1964         |
| ------- | --------------- |
| Guld    | Rumænien        |
| Sølv    | Sverige         |
| Bronze  | Tjekkoslovakiet |
| 4.      | Vesttyskland    |
| 5.      | Sovjetunionen   |
| 6.      | Jugoslavien     |
| 7.      | Danmark         |
| 8.      | Ungarn          |

| VM 1964 | VM 1964  |
| ------- | -------- |
| 9.      | Island   |
|         | DDR      |
|         | Norge    |
|         | Schweiz  |
| 13.     | Frankrig |
|         | Egypten  |
|         | USA      |
|         | Japan    |

## Kvalifikation
Slutrunden havde deltagelse af 16 hold. Heraf var syv pladser på forhånd blevet tildelt de seks bedste nationer ved VM 1961: Rumænien, Tjekkoslovakiet (som også var værtsland), Sverige, Vesttyskland og DDR (som ved VM i 1961 stillede op med et fællestysk hold), samt Danmark og Island. Desuden var Japan som eneste tilmeldte hold fra Asien direkte kvalificeret til slutrunden.
De resterende 18 tilmeldte hold spillede i perioden december 1963 til januar 1964 i kvalifikationen om de otte ledige pladser ved slutrunden. Europa var blevet tildelt seks af disse pladser, mens der var én plads at spille om i både Panamerika og Afrika.

### Europa
I Europa spillede tolv hold om seks ledige pladser ved slutrunden. De tolv hold blev parret i seks playoff-opgør, hvor holdene mødtes to gange (hjemme og ude). De seks vindere af playoff-opgørene kvalificerede sig til slutrunden.
| Dato   | Kamp                    | Res.  | Pause | Spillested |
| ------ | ----------------------- | ----- | ----- | ---------- |
| 20.12. | Sovjetunionen – Finland | 26–19 | 13-12 | Tbilisi    |
| 19.1.  | Finland – Sovjetunionen | 14–25 | 09-12 | Helsinki   |

| Hold          | Kampe | Mål   | Point |
| ------------- | ----- | ----- | ----- |
| Sovjetunionen | 2     | 51-33 | 4     |
| Finland       | 2     | 33-51 | 0     |

| Dato   | Kamp            | Res.  | Pause | Spillested |
| ------ | --------------- | ----- | ----- | ---------- |
| 15.12. | Norge – Holland | 17–90 | 8-3   | Oslo       |
| 11.1.  | Holland – Norge | 16–13 | 9-8   | Amsterdam  |

| Hold    | Kampe | Mål   | Point |
| ------- | ----- | ----- | ----- |
| Norge   | 2     | 30-25 | 2     |
| Holland | 2     | 25-30 | 2     |

| Dato   | Kamp               | Res.  | Pause | Spillested |
| ------ | ------------------ | ----- | ----- | ---------- |
| 14.12. | Spanien – Frankrig | 16–13 |       | Madrid     |
| 17.1.  | Frankrig – Spanien | 16–80 | 6-6   | Paris      |

| Hold     | Kampe | Mål   | Point |
| -------- | ----- | ----- | ----- |
| Frankrig | 2     | 29-24 | 2     |
| Spanien  | 2     | 24-29 | 2     |

| Dato  | Kamp                 | Res.  | Pause | Spillested |
| ----- | -------------------- | ----- | ----- | ---------- |
| 5.12. | Jugoslavien – Østrig | 26–14 | 16-4  | Beograd    |
| 21.1. | Østrig – Jugoslavien | 18–20 | 10-10 | Wien       |

| Hold        | Kampe | Mål   | Point |
| ----------- | ----- | ----- | ----- |
| Jugoslavien | 2     | 46-32 | 4     |
| Østrig      | 2     | 32-46 | 0     |

| Dato   | Kamp                 | Res.  | Pause | Spillested |
| ------ | -------------------- | ----- | ----- | ---------- |
| 14.12. | Luxembourg – Schweiz | 16–29 | 03-15 | Jœuf       |
| 18.1.  | Schweiz – Luxembourg | 36–12 | 18-70 | Luzern     |

| Hold       | Kampe | Mål   | Point |
| ---------- | ----- | ----- | ----- |
| Schweiz    | 2     | 65-28 | 4     |
| Luxembourg | 2     | 28-65 | 0     |

| Dato   | Kamp           | Res.  | Pause | Spillested |
| ------ | -------------- | ----- | ----- | ---------- |
| 26.12. | Polen – Ungarn | 12–16 |       |            |
| 13.1.  | Ungarn – Polen | 23–18 | 10-60 | Budapest   |

| Hold   | Kampe | Mål   | Point |
| ------ | ----- | ----- | ----- |
| Ungarn | 2     | 39-30 | 4     |
| Polen  | 2     | 30-39 | 0     |

### Panamerika
I Panamerika spillede to hold om én ledig plads ved slutrunden. De to hold mødtes to gange (hjemme og ude), og den samlede vinder kvalificerede sig til slutrunden.
| Dato   | Kamp         | Res.  | Pause | Spillested |
| ------ | ------------ | ----- | ----- | ---------- |
| 7.12.  | Canada – USA | 15–17 | 9-5   | Toronto    |
| 21.12. | USA – Canada | 16–17 |       | Union City |

| Hold   | Kampe | Mål   | Point |
| ------ | ----- | ----- | ----- |
| USA    | 2     | 33-32 | 2     |
| Canada | 2     | 32-33 | 2     |

### Afrika
Fire tilmeldte hold spillede en cupturnering om én ledig plads ved slutrunden.
| Dato        | Kamp                      | Res.  |
| Semifinaler |                           |       |
|             | Egypten – Syrien          | 40–16 |
|             | Senegal – Elfenbenskysten | w.o.  |
| Finale      |                           |       |
|             | Egypten – Senegal         | w.o.  |

| Plac. | Hold            |
| ----- | --------------- |
| 1.    | Egypten         |
| 2.    | Senegal         |
| 3.    | Syrien          |
| 3.    | Elfenbenskysten |